# Nikolai Pirogov
Nikolai Ivànovitx Pirogov (transliteració en rus, Николай Иванович Пирогов; 13 de novembre/ 25 de novembre de 1810 Moscou, Imperi Rus - 23 de novembre/ 5 de desembre de 1881, Vínnitsia, Ucraïna, Imperi Rus) fou un prominent científic, metge i pedagog rus, membre de l'Acadèmia Russa de les Ciències des del 1847. És considerat com el fundador de la cirurgia de campanya, sent un dels primers metges d'Europa que usà èter etílic com a anestèsia. Inventà diversos tipus d'intervencions quirúrgiques i desenvolupà la seva pròpia tècnica per tractar les fractures d'os mitjançant l'ús de fèrules d'escaiola. És un dels metges russos més reconeguts en la història mèdica.

## Biografia
Va fer els seus estudis a Sant Petersburg, Tartu, Berlín i Göttingen; en 1837 va obtenir la càtedra de cirurgia i anatomia patològica de la Universitat de Tartu, i en 1841 la de cirurgia de l'Acadèmia Medicoquirúrgica de Sant Petersburg. Com a cirurgià militar va fer la campanya del Caucas (1847), la de Crimea (1854), la franco-prusiana (1870-1871) i la rus-turca (1877-1878). Va exercir després funcions administratives a Odessa i Kíev, principalment el càrrec de superintendent de tots dos districtes escolars, i algunes missions a l'estranger; en 1877 es va retirar del servei. Va fundar un institut anatòmic i va reorganitzar els hospitals del seu país.
Va ser a més conseller de l'emperador Alexandre II en matèries pedagògiques i d'instrucció pública. Va prendre gran interès en els procediments educatius dels jueus, i en més d'una ocasió va posar en relleu les eminents qualitats pedagògiques dels mestres israelites; va tenir per aquests gran simpatia, i á ell es deuen en Rússia els primers esforços en pro de la igualtat de drets de la diferents races de l'ex Imperi. Són dignes d'esment les seves gestions encaminades á fer admetre estudiants israelites a les universitats i escoles superiors.
Se li deuen notables treballs sobre la congelació dels cadàvers, i les obres següents: Anatomia Chirurgica trancorum arteriarum atque fasciarum fibrosarum (Tartu, 1837/40), Ueber die Durchschueidung der Achillesehue (Tartu, 1840), Anatomia patológica del colera (Sant Petersburg, a849), Anatamia topographica sectionibus per corpus congelatum...illustrata (Sant Petersburg, 1852/53), Klinische Chirurgie...(Leipzig, 1854), Grandzuge der allgem. Kriegschirurgie (Leipzig, 1864), Informes sobre els instituts sanitaris militars d'Alemanya, Lorena i Alsàcia (Leipzig, 1871). L'organització sanitària i l'assistència privada, en el teatre de la guerra, de Bulgària 1877/78 (Leipzig, 1882), Investigacions practiques i fisiològiques sobre l'eterització i Diari d'un metge (Stuttgart, 1894). Les seves Obres foren publicades per la Societat Pirogow en el primer centenari del seu naixement (Kiev, 1910).

## Operació de Pirogow
Amputació del peu tibiocalcánea i osteoplástica. En el primitiu procediment operava Pirogow per secció vertical de l'os darrere de l'articulació tibiocalcánea. El mètode operatori difereix, doncs, de la desarticulació tibiotarsiana en què el penjoll conserva una part del calcani. Els inconvenients de l'operació esmentada (separació i esfàcel de tendó d'Aquil·les) van induir á modificacions successives. Així Sédillot i Gunther serraven els ossos segons dos plans paral·lels inclinats cap avall i endavant. Pasquin i Le Fort tallaven horitzontalment el calcani, respectant els gots tibioplantares, per tenir major base la sustentació. Bruns va aconsellar la secció còncava en lloc de l'horitzontal del calcani. A el propi temps practicava la secció convexa dels ossos de la cama á manera d'encaix recíproc. Per fi, Tauber va aconsellar una amputació osteoplàstica conservant en el penjoll la meitat interna del calcari. El tall tibioperoneo s'aplica sobre la superfície de la secció digital de dita meitat prèviament invertida de dins a fora i de baix a dalt. (Cal tenir en conte que s'està parlant de tècniques cirurgianes dels anys 1870 a 1890).

## Conservació del seu cos
Va aparèixer per última vegada en públic el 24 de maig de 1881 i va morir aquell mateix any a la seva propietat de Vishnya, governació de Podòlia (actual Vinnytsia, Ucraïna). El seu cos es conserva utilitzant tècniques d'embalsamament que ell mateix va desenvolupar, i descansa en una església de Vinnytsia. En comparació amb el cadàver de Lenin, que se sotmet a un manteniment exhaustiu en una clínica subterrània especial dues vegades a la setmana, el cos de Pirogov descansa intacte i inalterable: es diu que només s'ha de raspallar la pols. Resideix a temperatura ambient en un taüt de tapa de vidre (mentre que el cos de Lenin es conserva a baixa temperatura constant).